# Den store udfordring
Frejas smykke er det niende tegneseriealbum af Peter Madsen i serien om Valhalla, og det blev udgivet i 1993. Historien er en genfortælling af myten om Thors tvekamp med jætten Rungner, der er beskrevet i Skáldskaparmál i den Yngre Edda.

## Handling
Ud af det blå kommer jættebarnet Magne til Bilskirner, og han påstår, at han er Thors søn. Sif bliver vred og Thor argumenterer både for og imod, at det skulle være hans søn. 
Under en tur til Udgård vædder Odin med jætten Rungner, der har den flyvende hest Guldfaxe. Han lokker ham til at ridde om kap til Asgård. Her udfordrer han Thor til en tvekamp på hans gård Grjotun.
Til tvekampen har Thor både Tjalfe og Magne med som hjælpere. Udgårdsloke har hjulpet Rungner ved at fremstillet kæmpen Mokkurkalfe af ler fra udgård, med en hoppes hjerte og med alle jætters mod. 
Rungner har et skjold, der kan modstår selv Mjølners kraft. Magne stikker af under påskud af at skulle hente et våben, som han glemte. Tjalfe fortæller Rungner, at Thor er god til at grave sig under jorden, og derfor stiller han sig på skjoldet, så han er blottet. Thor kaster Mjølner, der smadrer den slibesten, som Rungner bruger som våben, men en lille del af stenen rammer Thor i hovedet, så han besvimer. Rungner stiller sig ved Thor og beder Mokkukalfe om at trampe ham ihjel, men Mjølner vener tilbage til Thors hånd, og rammer i forbifarten Rungner, så hans hoved bliver smadret, men han krop falder over den stadig besvimede Thor.
De øvrige jætter opildner Mokkurkalfe til at trampe på Thor, men Tjalfe fanger hans opmærksomhed og løber omkring benene på ham så meget, at kæmpen til sidst segner om og falder i havet.
Jætterne stimler sammen om Thor, men i det samme kommer alle guderne til Grjotun med Magne iblandt dem. De forsøger at flytte den tunge Rungner, men ingen er stærk nok. Da Magne kommer til flytter han jætten med lethed, og får anerkendelse af alle guderne, og Thor siger, at med sådan en styrke må han være Thors søn. Tjalfe opdager, at han har snydt ved at iføre sig Thors styrkebælte, men Magne får Tjalfe til ikke at sladre, fordi Magne er bange for at blive sendt tilbage til Udgård, hvis Thor ikke tror på, at han er Thors søn.